# Brussels (Illinois)
Brussels és una vila dels Estats Units a l'estat d'Illinois. Segons el cens del 2000 tenia 141 habitants.

## Demografia
Segons el cens del 2000, Brussels tenia 141 habitants, 60 habitatges, i 40 famílies. La densitat de població era de 89,2 habitants/km².
Dels 60 habitatges en un 30% hi vivien nens de menys de 18 anys, en un 51,7% hi vivien parelles casades, en un 8,3% dones solteres, i en un 33,3% no eren unitats familiars. En el 28,3% dels habitatges hi vivien persones soles el 13,3% de les quals corresponia a persones de 65 anys o més que vivien soles. El nombre mitjà de persones vivint en cada habitatge era de 2,35 i el nombre mitjà de persones que vivien en cada família era de 2,8.
Per edats la població es repartia de la següent manera: un 20,6% tenia menys de 18 anys, un 11,3% entre 18 i 24, un 27,7% entre 25 i 44, un 20,6% de 45 a 60 i un 19,9% 65 anys o més.
L'edat mediana era de 39 anys. Per cada 100 dones de 18 o més anys hi havia 89,8 homes.
La renda mediana per habitatge era de 40.938 $ i la renda mediana per família de 46.250 $. Els homes tenien una renda mediana de 29.375 $ mentre que les dones 15.417 $. La renda per capita de la població era de 16.281 $. Aproximadament el 5,7% de les famílies i l'11,4% de la població estaven per davall del llindar de pobresa.

## Poblacions properes
El següent diagrama mostra les poblacions més properes.